# Museu Didático Dr. José Faibes Lubianca
O Museu Didático Dr. José Faibes Lubianca é uma instituição pública, ligada à Academia de Polícia Civil do Estado do Rio Grande do Sul, localizada em Porto Alegre, no bairro de Navegantes.
Tem como objetivo coletar, registrar, preservar, pesquisar e expor o acervo histórico da polícia civil, de forma a torná-lo disponível ao público em geral e aos alunos da ACADEPOL.
O museu foi criado em 1966, com  acervos de armas apreendidas pelo Departamento de Armas, Munições e Explosivos da polícia civil gaúcha, de doações de particulares e de objetos de relevância histórica transferidos pelo instituição, compondo uma coleção onde se encontram fotografias, documentos, armas, uniformes, emblemas, aparelhos de comunicação, objetos e instrumento de delitos etc.